# Клера Сити (Минесота)
Клера Сити (енгл. Clara City) град је у америчкој савезној држави Минесота.

## Демографија
По попису из 2010. године број становника је 1.360, што је 33 (-2,4%) становника мање него 2000. године.
| Група             | 2000.         | 2010.         |
| Белци             | 1.357 (97,4%) | 1.290 (94,9%) |
| Афроамериканци    | 2 (0,1%)      | 7 (0,5%)      |
| Азијати           | 2 (0,1%)      | 2 (0,1%)      |
| Хиспаноамериканци | 30 (2,2%)     | 51 (3,8%)     |
| Укупно            | 1.393         | 1.360         |